# هوگو گروته
هوگو گروته (به آلمانی: Albert Louis Hugo Grothe) (زاده ۱۵ اوت ۱۸۶۹ ماگدبورگ- درگذشته ۲۸ دسامبر ۱۹۵۴ اشتارنبرگ) جغرافیدان و مردم شناس آلمانی و بنیان‌گذار «انجمن سیاست فرهنگی» و «انستیتوی مطالعات خارجی» آلمان بود.

## سفر به ایران
گروته در سال ۱۲۸۵ خورشیدی به ایران آمد، ابتدا از منطقه پشتکوه دیدن کرد و قصد داشت از مسیر خرم‌آباد به مرکز ایران مسافرت کند که با مخالفت والی پشتکوه از مسیر کرمانشاه، همدان و قم راهی تهران شد و با محمد علی شاه و احتشام‌السلطنه رئیس مجلس شورای ملی دیدار کرد. گروته همچنین به تبریز رفت و در جریان مسافرت در ایران اقدام به نوشتن سفرنامه‌ایی کرد که زندگی اجتماعی مردم ایران در زمان قاجار را توصیف می‌کند.